# Солдатово (Гвардійський міський округ)
Солдатово (рос. Солдатово) — селище Гвардійського міського округу, Калінінградської області Росії. Входить до складу Зоринського сільського поселення.
Населення — 102 особи (2015 рік).

## Населення
| 2002 | 2010 |
| ---- | ---- |
| 86   | ↗102 |